# اسباب‌بازی (فیلم ۱۹۸۲)
«اسباب‌بازی» (انگلیسی: The Toy (1982 film)) یک فیلم به کارگردانی ریچارد دانر است که در سال ۱۹۸۲ منتشر شد. از بازیگران آن می‌توان به ریچارد پریور، جکی گلیسون، ند بیتی، و ویلفرید هاید-وایت اشاره کرد.